# Hans Bierhuijs
Hans Bierhuijs (Batavia, 15 november 1918 – Waalsdorpervlakte, 30 september 1941) was een Nederlandse verzetsstrijder tijdens de Tweede Wereldoorlog.
Johannes Bierhuijs werd in 1918 in Batavia geboren en ging na zijn lagereschooltijd naar Nederland om daar de Haarlemse MTS te volgen. Hij maakte deel uit van de verzetsgroep in Heemstede die onder de leiding stond van broeder Joseph, Johannes Klingen. Bierhuijs was een van zijn informanten.
In de nacht van 20 april op 21 april 1941 probeerde hij met anderen sabotage te plegen op een Duitse trein. Die sabotagepoging mislukte en leidde tot een schietpartij op het Prinsen Bolwerk te Haarlem. Hierbij werd door Bierhuijs een Duitse spoorwegman neergeschoten.
Henk Schoenmaker en een medeverzetsman uit de groep van broeder Joseph, Willem Zietse, werden nadien op 6 mei 1941 in Rotterdam in de val gelokt. De verrader Anton van der Waals ('De Wilde') had hun wijsgemaakt dat hij ze met hun geheime code en enkele andere documenten naar Engeland kon laten vertrekken. Ze vielen echter in de handen van een arrestatieteam van de SD. Uit hun verhoor, of uit gesprekken van Van der Waals met Schoenmaker en Zietse toen ze hem nog vertrouwden, kwam de identiteit vast te staan van de schutter op het Prinsen Bolwerk. Drie weken later, op 11 mei 1941 arresteerde de Sicherheitsdienst Bierhuijs in Rotterdam. Hij was opgespoord door Anton van der Waals en twee weken later was vrijwel de gehele groep van broeder Joseph opgerold.
Bierhuijs, Henk Schoenmaker en broeder Joseph Klingen werden gefusilleerd op de Waalsdorpervlakte. Zietse overleefde de oorlog en getuigde in het proces tegen Van der Waals, die op 7 mei 1948 ter dood werd veroordeeld. Op 26 januari 1950 vond de voltrekking van het vonnis plaats.
Het lichaam van Bierhuijs is nooit teruggevonden.